# Гогусь Тарас Зеновійович
Тарас Зеновійович Гогусь (6 червня 1971, с. Заздрість, Тернопільська область — 27 квітня 2022, Золоте[джерело?], Луганська область) — український військовослужбовець, старший сержант Національної поліції України, учасник російсько-української війни.

## Життєпис
Тарас Гогусь народився 6 червня 1971 року в селі Заздрість, нині Микулинецької громади Тернопільського району Тернопільської области України.
Закінчив Тернопільське вище професійне училище сфери послуг та туризму. Після служби в армії, вирішив поповнити лави тернопільської міліції. У 1991 році розпочав роботу в  патрульно-постовій службі, а згодом зайнявся розшуковою роботою в УМВС в Тернопільській області.
Учасник Революції гідності та АТО.
Проходив службу поліцейським взводу № 1 РПСПОП «Тернопіль» ГУНП в Тернопільській області.
Загинув 27 квітня 2022 року разом з старшим лейтенантом Михайлом Гудзем та капітаном Сергієм Рудим на Луганщині під час ворожого артилерійського обстрілу.
Похований 30 квітня 2022 в селі Гаї-Гречинські Тернопільського району.
Залишилася дружина та син.

## Вшанування пам'яті
Іменем Тараса Гогуся названо майдан в с. Гаях-Гречинських Тернопільського району.
У грудні 2023 року в Гаях-Гречинських Тернопільського району відкрито пам'ятний знак Тарасові Гогусю.